# گری نیل
گری نیل (به انگلیسی: Gary Neal) متولد ۱۹۸۴ بازیکن حرفه‌ای گارد شوتزن ان بی ای است. او مدتی در ایتالیا توپ زد تا اینکه در سال ۲۰۱۰ به تیم سن آنتونیو اسپرز دعوت شد. او اکنون برای تیم واشینگتن ویزاردز بازی میکند. مهارت وی در توپهای ۳ امتیازی است.